# جویس ۵۴۱۸
سیارک ۵۴۱۸ (به انگلیسی: 5418 Joyce، نامگذاری:1981QG1) پنج هزار و چهارصد و هجدهمین سیارک کشف شده‌است که در ۲۹ اوت ۱۹۸۱ کشف شد.
قدر مطلق سیارک برابر ۱۳٫۰۰ است.